# Teddy Lučić
Teddy Mark Sime Lučić, född 15 april 1973 i Biskopsgårdens församling i Göteborg, är en svensk före detta fotbollsspelare (försvarare). Han har medverkat i 5 mästerskap med Svenska landslaget.
Hans far är från Kroatien (fd Jugoslavien) och hans mor är finländska.

## Klubblagskarriär
Teddy Lučić startade karriären i Lundby IF och vann bl.a. Gothia Cup med P73. Han värvades senare till Västra Frölunda 1993. Lučić hade gjort sin andra säsong i allsvenskan och hade inte spelat en enda A-landskamp. Därför blev det en stor överraskning att han kom med i landslagstruppen till VM 1994.
Lučić återvände till Västra Frölunda efter VM, och värvades vintern 1995 till IFK Göteborg, där han debuterade mot Sydkoreas OS-landslag 29 november 1995. Lučić växte till en av allsvenskans bästa spelare och blev svensk mästare 1996 med IFK Göteborg, och spelade även i Champions League.

### Sveriges första Bosman-fall
8 november 1998 spelade han sin sista match med IFK Göteborg mot Öster och han lämnade Blåvitt för Bologna, som Sveriges första Bosman-fall. De svenska lagkamraterna Klas Ingesson och Kennet Andersson var lyckosamma i klubben, men Teddy Lučić tvingades se många matcher från läktaren och var snart tillbaka i allsvenskan, som AIK-spelare.
Han skrev på ett 4-årskontrakt, gjorde debut 10 april 2000 mot Elfsborg och spelade 58 allsvenska matcher för AIK. 31 augusti 2002 blev han utlånad till Leeds som då spelade i Premier League. AIK Fotbolls VD, Sanny Åslund, bekräftade att utlåningen handlade om mångmiljonbelopp för ett ekonomiskt hårt prövat AIK.
Men Lučić blev skadad på träning och fick inte debutera i Leeds förrän 19 oktober mot Liverpool, som mittback tillsammans med Jonathan Woodgate. Teddy Lučić fick fortsatt förtroende och spelade kontinuerligt, antingen som mittback eller vänsterback. 28 januari 2003 gjorde han ett mål i förlustmatchen mot Chelsea. Managern Terry Venables blev sedan ersatt av Peter Reid och Lučić förlorade sin plats i startelvan. Hans sista match i Leeds var i en förlust mot Liverpool 23 mars. Leeds fick sedan erbjudande av AIK att köpa loss honom, men ville eller kunde inte då Leeds var i ekonomisk kris vid tillfället.
Istället såldes han 26 maj 2003 till tyska Bayer Leverkusen i Bundesliga. I Leverkusen var det också problem med finanser. Klubben skulle egentligen sälja mittbackarna Lucio och Nowotny när Teddy Lučić kom dit, men bägge stannade kvar. Klubben hade även den brasilianske landslagsmittbacken Juan. Det blev för tuff konkurrens och Lučić fick bara spela totalt 11 matcher, varav 4 från start.

### Tillbaka till Allsvenskan
Lučić lämnade Tyskland 14 december 2004, då han skrev på för allsvenska nykomlingen BK Häcken. Under 3 säsonger i klubben, 2 i Allsvenskan och en i Superettan, blev det 70 matcher för backen.
Som 35-åring blev han sedan övertalad om att göra comeback i Allsvenskan, då han egentligen tänkte fortsätta i Häcken. 2 januari 2008 blev han klar för Elfsborg. Efter Elfsborgs sista match för säsongen, mot GAIS den 7 november 2010, avslutade Lučić officiellt sin fotbollskarriär.
11 augusti 2015 gjorde han en kort comeback i division 3-laget Holmalunds IF, där han även var tränare.

## Landslagskarriär
Lučić  hade jugoslaviskt pass fram tills han var 17 år. Därför spelade han aldrig för ett svenskt pojk- eller juniorlandslag. Han spelade 18 U21-landskamper, där debuten skedde 7 september 1993.
Lučić kallades in i den svenska landslagstruppen till VM-1994 när Jan Eriksson blev skadad. Han fick som väntat ingen speltid, men en upplevelse för livet.
Den riktiga A-landslagsdebuten kom för Lučić i landskampen mot Brasilien i Umbro Cup 4 juni 1995 på Villa Park i Birmingham.
Han började att spela mest ytterback i svenska landslaget, men under andra halvan av 2004 spelade han till sig en plats som ordinarie mittback. Han har 86 A-landskamper på meritlistan, varav 5 mästerskap. 
- VM 1994: Reserv
- EM 2000: 2 matcher. Blev inbytt i halvtid istället för Roland Nilsson mot Belgien. Startade även matchen mot Turkiet (högerback).
- VM 2002: Spelade alla 4 matcher (vänsterback)
- EM 2004: Spelade 1 match mot Bulgarien (högerback). Startar matchen men tvingades kliva av planen strax före halvtidsvilan, på grund av en revbensfraktur.
- VM 2006: Spelade alla 4 matcher (mittback). Teddy Lučić gjorde sitt sista mästerskap med landslaget och efter ett starkt gruppspel som slutade i en vinst och två kryss för svensk del, hade Sverige tagit sig till åttondelsfinal mot värdnationen Tyskland. Väl där åkte blågult dock på en riktig mardrömsstart. 2–0 till Tyskland efter tolv minuters spel, och därefter utvisning på Teddy Lučić efter två gula kort på sju minuter. Något som fick det svenska lägret att rasa mot den hånleende brasilianske domaren Carlos Simon.

Efter mästerskapet slutade Lučić i landslaget. Han blev däremot blixtinkallad, då Olof Mellberg blivit hemskickad, och spelade EM-kvalmatchen mot Lichtenstein 6 september 2006, som blev sista landskampen.

## Tränarkarriär
Vid sidan av fotbollen tillbringar Teddy Lučić tid med sin familj hemma i Öjersjö, och är utbildad elevassistent och lärarresurs.
Efter att ha inlett en tränarkarriär i Kroatiska Föreningen Velebit fick Teddy Lučić 2015 förfrågan att ta över som huvudtränare i Alingsåsklubben Holmalunds IF. Succén var omedelbar. Holmalund ledde division 4 från start till mål och slutade på 18 segrar, tre oavgjorda och bara en förlust.
Januari 2018 blev han U19-tränare för BK Häcken.

## Meriter
- VM-brons 1994
- SM-guld med IFK Göteborg 1996.
- 5 mästerskap:
  - EM: 2000, 2004
  - VM: 1994, 2002, 2006.
- Med resten av fotbollslandslaget: kopia av Svenska Dagbladets guldmedalj 1994.